# مخيم نور شمس
مخيم نور شمس هو مُخيم للاجئين الفلسطينيين يقع داخل مدينة طولكرم في الضفة الغربية، وتحديدًا في أحياء المدينة الشرقية، تأسس عام 1950 عقب النكبة ضمن أراضي بلدية طولكرم التي استأجرتها وكالة الغوث الدولية لإقامة المخيم، مساحته صغيرة تبلغ فقط 0.21 كيلومترًا مُربعًا، وهو مخيم للاجئين من أصل اثنين في مدينة طولكرم حيث تضم المدينة أيضًا مخيم طولكرم للاجئين الذي يبعد فقط حوالي 2 كم عن مخيم نور شمس.

## التاريخ

### قبل تأسيس المخيم
نور شمس كان في فترة الانتداب البريطاني قبل عام 1948 عبارة عن حي صغير في مدينة طولكرم، وكان الحي قد سُمي بهذا الاسم لأنه أول أحياء المدينة التي تصله أشعة الشمس عند شُروقها في الصباح الباكر.
في عام 1919 أنشأت سُلطات الانتداب البريطاني سجنًا في الحي وبات يُعرف بسجن نور شمس، ووضعت فيه أصحاب الأحكام القاسية والعالية من السُجناء الفلسطينيين كمن حُكِمَ عليهم بالإعدام أو بالسجن مدى الحياة، وفي ثورات عامي 1929 و1936 ضد الانتداب البريطاني زجت سُلطات الانتداب بالثوار الفلسطينيين والعرب في سجن نور شمس، لتقع معركة كبيرة في محيط السجن في مايو 1936 بين المسلحين العرب والقوات البريطانية أُطلِق عليها "معركة نور شمس".

### تأسيس المخيم
في عام 1950 أي بعد عامين فقط من النكبة ضربت عاصفة ثلجية عنيفة وتاريخية كافة المناطق الفلسطينية بلا استثناء بما فيها أريحا والأغوار، الأمر الذي أدى لتدمير خيام اللاجئين الفلسطينيين في مخيم جنزور قرب جنين، فاضطرت وكالة الغوث الدولية في ذات العام 1950 لاستئجار قطعة أرض لإقامة مخيم جديد للاجئي مخيم جنزور المُدمر، فوقع الاختيار على قطعة أرض في حي نور شمس مساحتها 210 دونمًا، فجهزت وكالة الغوث المخيم الجديد ونقلتهم إليه، وبات حي نور شمس مُنذ حينها يُعرف باسم "مخيم نور شمس".

## الموقع
يقع المخيم في مدينة طولكرم وتحديدًا في أحياء المدينة الشرقية، ويُشرف المخيم على شارع رئيسي في المدينة يُسمى بشارع "ياسر عرفات" أو "شارع نابلس"، ويمر بالمخيم وادي اسكندرونة (وادي الزومر).

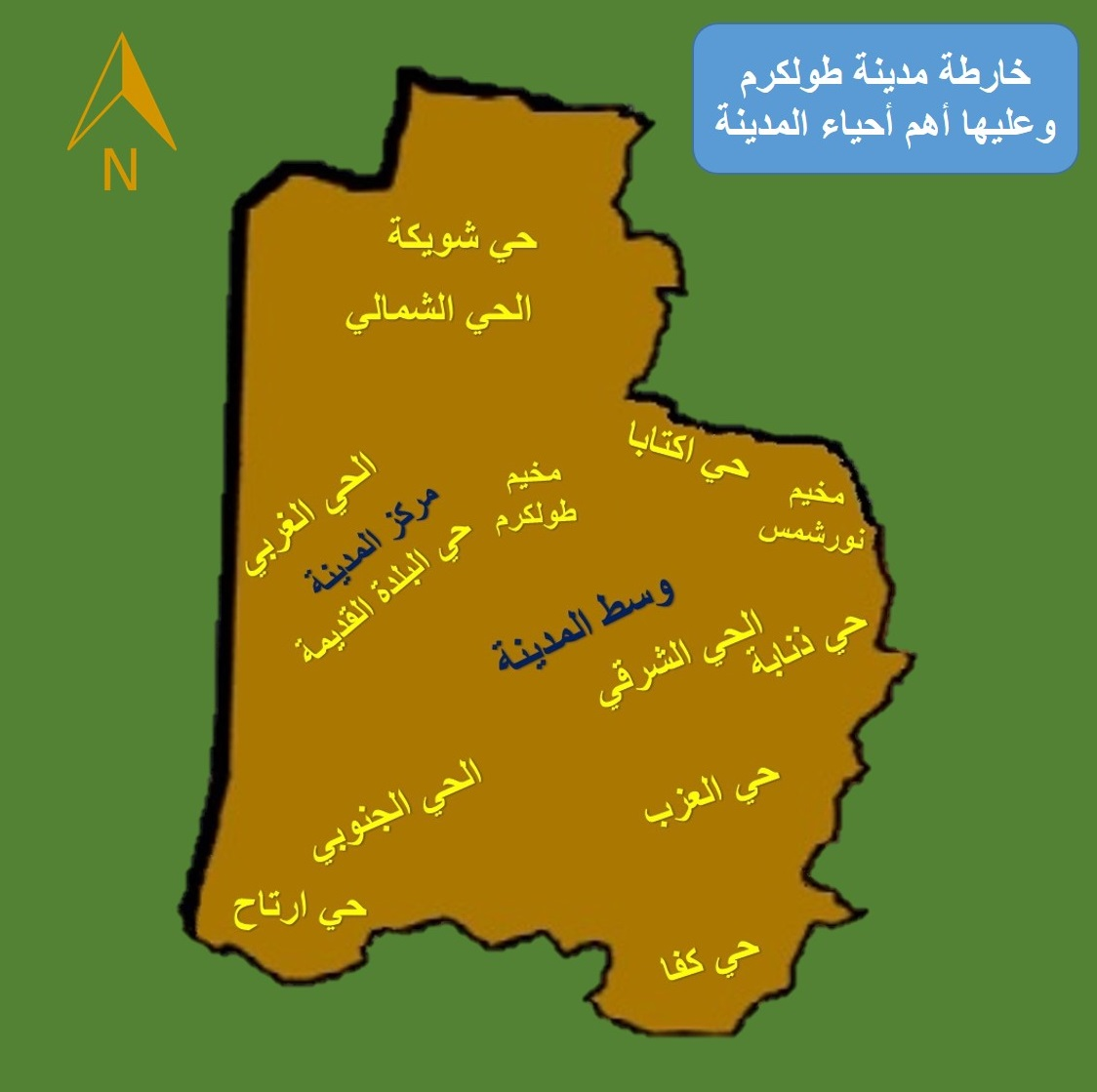
خارطة مدينة طولكرم وعليها توزيع أبرز أحياء المدينة وبينها مخيم نور شمس

## السُكان
بلغ عدد سكان مخيم نور شمس حسب الإحصائيات عام 2010 ما يقارب العشرة آلاف نسمة، وتعود أصول أغلبيتهم الساحقة إلى قرى منطقة قضاء حيفا مثل قرى صبارين، أم الزينات، قنير، الكفرين، إجزم، عين غزال، السنديانة، اللجون، المنسي، أبو شوشة، عرعرة، الغبية الفوقا، الغبية التحتا، أم الشوف، أم الفحم وغيرها.

## الخدمات والمرافق
تُزود بلدية طولكرم المخيم بالكهرباء والماء عبر شبكة كهرباء ومياه بلدية طولكرم، كما تتصل مُعظم منازل المخيم بشبكة صرف صحي بلدية طولكرم، ويُوجد في المخيم مدرستين أساسيتين تتبعان لوكالة الغوث الدولية واحدة للذكور والثانية للإناث، بالإضافة لعيادة طبية تتبع لوكالة الغوث الدولية، وفي عام 2019 وُضع حجر الأساس لبناء مدرسة ثانوية حكومية للبنات تتبع لوزارة التربية والتعليم الفلسطينية وافتتحت عام 2020.

## أحداث
- في يناير 2015 أعلنت بلدية طولكرم عن حل أزمة انقطاع الكهرباء في المخيم.[16]
- في الأعوام 2023 و2024 و2025 تعرض المخيم للاجتياح الإسرائيلي ضمن اجتياح مدينة طولكرم ومُخيميها.

## معرض صور

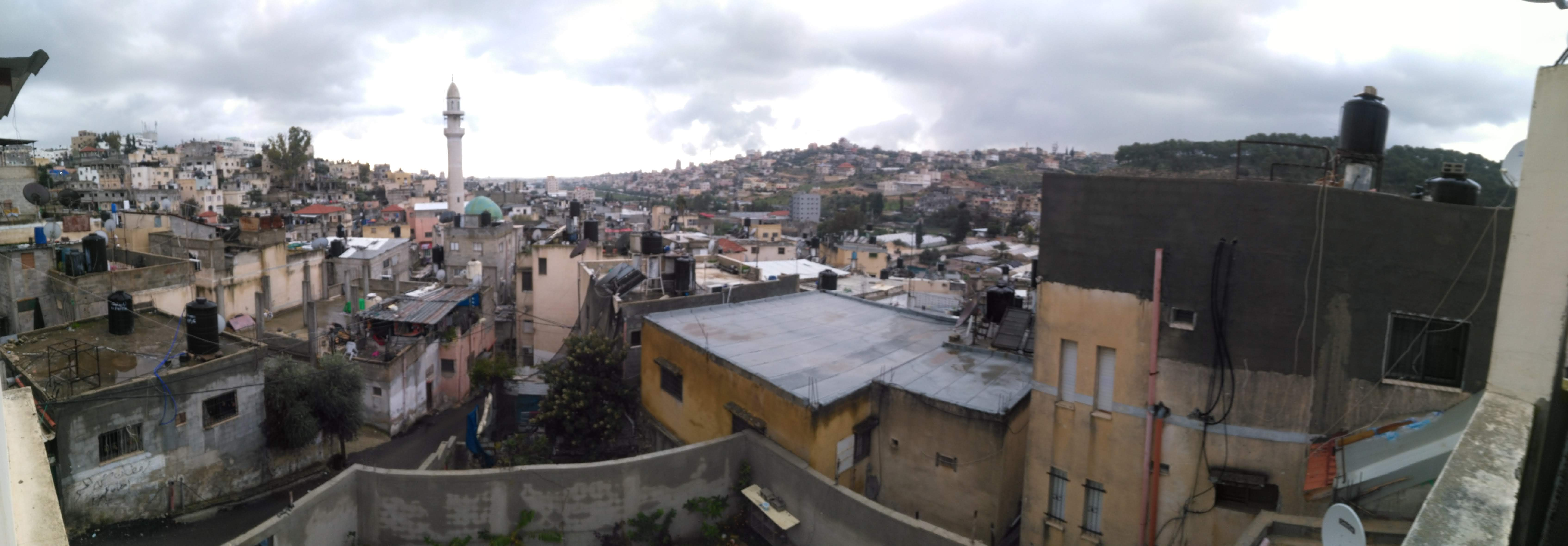
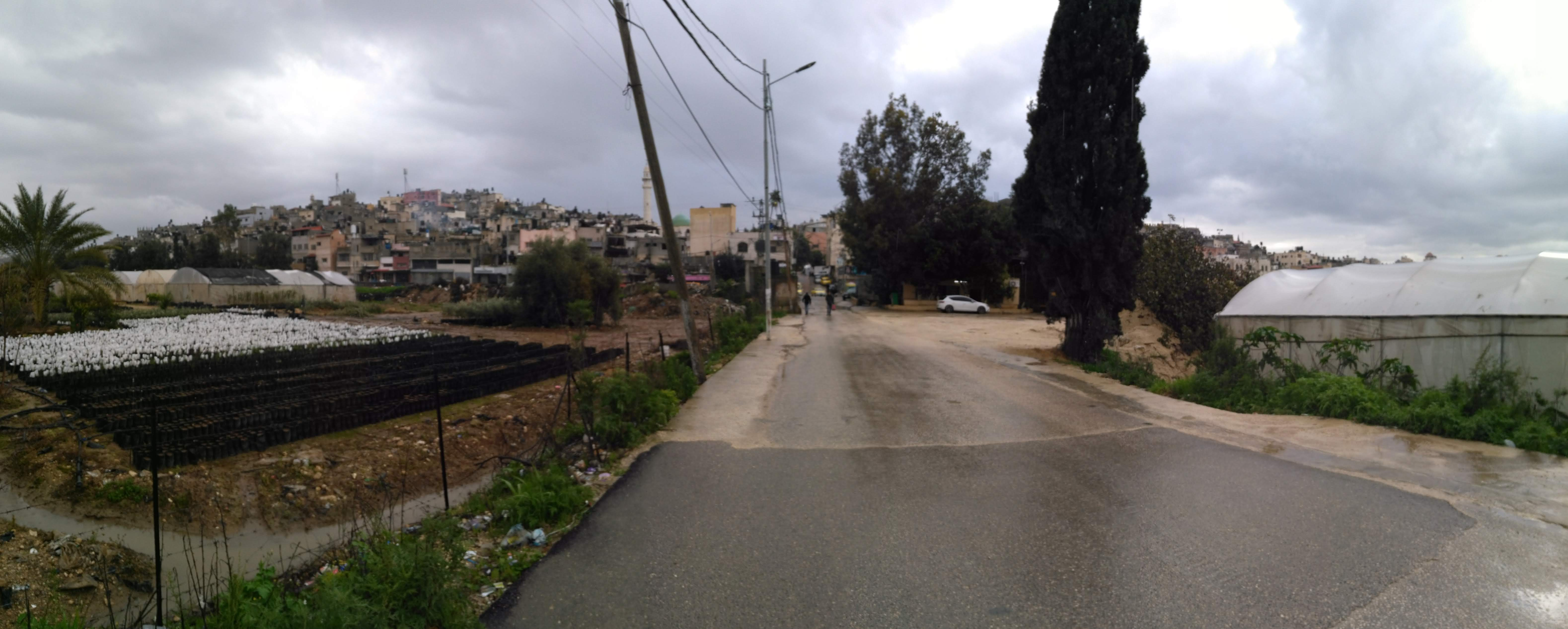
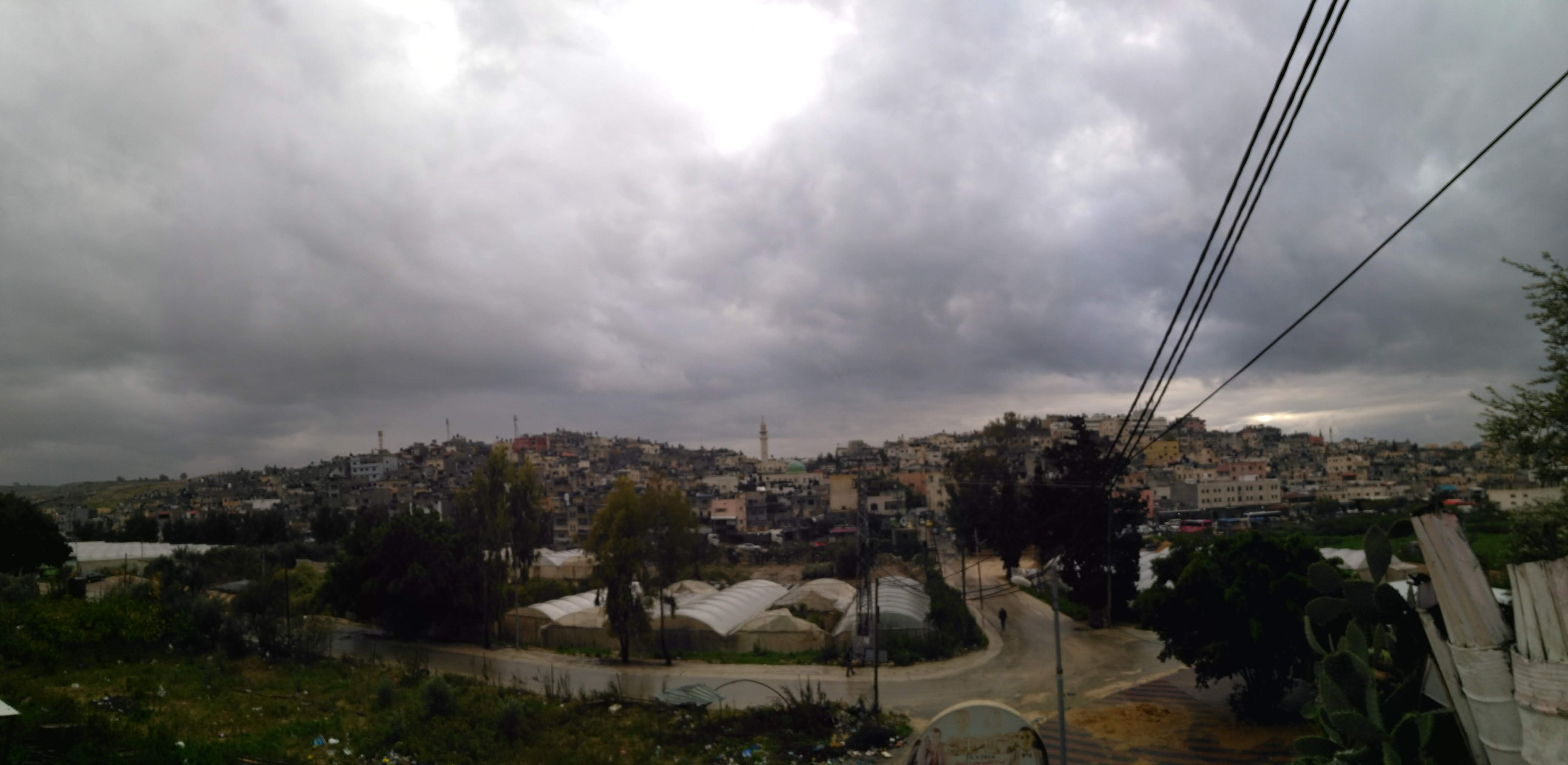

## شخصيات بارزة
- إياد شلباية
- محمد جابر أبو شجاع
- معتصم العلي
- مؤيد شعبان
- فرسان خليفة[17]
- علي فودة[18]